# کلنتشی پود تشرخووم
کلنتشی پود تشرخووم (به چکی: Klenčí pod Čerchovem) یک منطقهٔ مسکونی در جمهوری چک است که در ناحیه دوماژلیتسه واقع شده‌است. کلنتشی پود تشرخووم ۱۸٫۰۹ کیلومتر مربع مساحت و ۱٬۲۵۶ نفر جمعیت دارد و ۴۹۷ متر بالاتر از سطح دریا واقع شده‌است.

## خواهرخوانده
شهرهای والدمونشن و Dürrenroth خواهرخوانده‌های کلنتشی پود تشرخووم هستند.